# Іннере-Штадт (Відень)
48°12′35″ пн. ш. 16°22′12″ сх. д. / 48.20972° пн. ш. 16.37000° сх. д.
Іннере-Штадт (Внутрішнє місто, Середмістя; нім. Innere Stadt) — перший, центральний район Відня. До того, як межі міста були розширені в 1850 році, збігався з усім Віднем в цілому.
Попри невелику чисельність населення (17 тисяч), в Іннере-Штадті працює понад 100 тисяч людей, тому що воно є туристичним центром Відня, а також через велике число розташованих тут офісів.
Навколо району, там де раніше розташовувалися міські стіни Відня, проходить велика вулиця Рінгштрассе. Через район проходять перша і третя лінії метро, приблизно по межах — друга і четверта.
У 2001 році Історичний центр Відня, складовою частиною якого є Іннере-Штадт, був включений в список Світової спадщини ЮНЕСКО.

## Географія
1-й район розташований у центрі міста Відня. Він межує на північному сході з 2-м районом (Леопольдштадт), на сході з 3-м районом (Ландштрасе), на півдні з 4-м районом (Віден), на заході з 6-м районом (Маріагільф), з 7-м районом (Нойбау), а також з 8-м районом (Йозефштадт), а на півночі з 9-м районом (Альзергрунд).
Межа з іншими районами пролягає починаючи від Уранії вздовж таких вулиць: Wienfluss, Lothringerstraße, Карлс-плац, Getreidemarkt, Museumsplatz, Museumstraße, Auerspergstraße, Landesgerichtsstraße, Universitätsstraße, Maria-Theresien-Straße та Donaukanal.
Спочатку район Іннере-Штадт був розділений на чотири квартали, які були названі на честь важливих міських воріт:  (північний схід), Kärntner Viertel (південний схід), Widmerviertel (південний захід) і Schottenviertel (північний захід).

## Історія
Історія міста почалася ще в часи кельтського поселення, а пізніше продовжилася як табір римського легіону Віндобона. До об'єднання з передмістями в 1850 році історія міста Відня була одночасно і історією сьогоднішнього 1-го району. Але вже тоді міський центр залишався політичним, економічним і духовним центром Відня.

## Населення

### Демографічні дані
У 1869 р. в 1-му районі проживало 68079 осіб. У 1880 році населення досягло піку в 73000 жителів і з того часу постійно скорочується. У 2011 році було зафіксовано його найменше значення — трохи більше 16 000 людей. Іннере-Штадт — це найменш населений район у Відні.

### Структура населення
Частка людей у віці від 65 років і старше складає 24,3 % і перевищує середній рівень (16,9 %). Частка населення до 15 років становила лише 10,4 %, що набагато нижче середнього рівня у Відні — 14,4 %. Частка жінок у 2014 році відповідала середньому у Відні і становила 52,1 %.

### Походження та мова
Частка мешканців з іноземним громадянством у 2014 році становила 21,3 %, що на 3 % нижче середнього для Відня. 3,4 % населення були громадянами Німеччини, 1,5 % громадяни Сербії, а 0,8 відсотка — громадяни Хорватії. За межами Австрії народилося близько 33,8 відсотка населення станом на 2011 рік.

### Віросповідання
Частка людей з римо-католицькою вірою становить 51,3 %. У районі є шість римсько-католицьких парафій. 6,6 відсотка є протестантами, а 5,1 відсотка — православними, а 3,3 відсотка юдеями. 22,7 % жителів району не належать до жодної конфесії.

## Герб
Гербом 1-го району є білий хрест на червоному тлі. Вона ідентичний щиту, який використовувався ще з середньовіччя, хоча він був стилістично простішим, ніж сьогоднішній герб.
Сучасний герб було вперше задокументований з 1270-х рр., оскільки його викарбували на так званих «Віденських пфенінгах». Вважається, що герб походить з прапору королівських військ в середньовіччя, оскільки бойовий прапор спроектований за часів Рудольфа І. дуже схожий на нього.

## Культура та пам'ятки

### Визначні місця
- Гофбург
- Собор Святого Стефана
- Церква міноритів
- Бургтеатр
- Кольмаркт
- Віденська ратуша

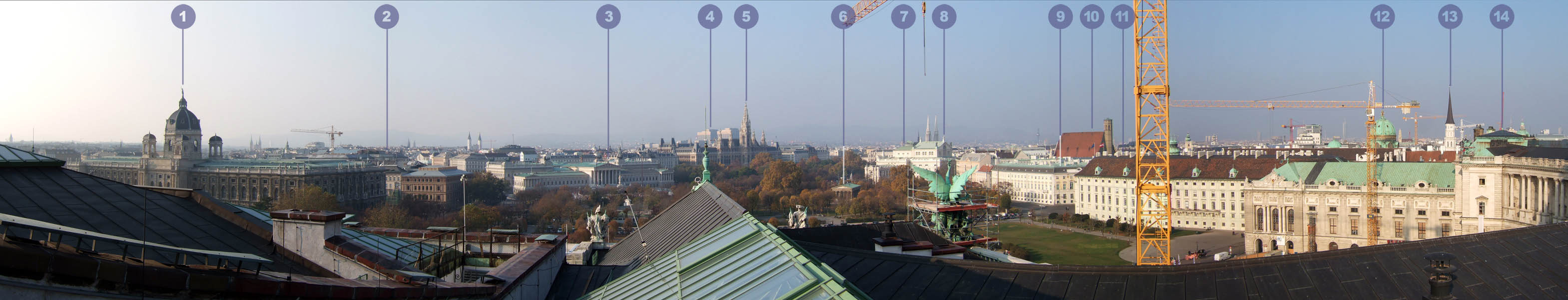
Панорама Іннере-Штадту з Гофбурга. 1. Природничий музей, 2. Палац юстиції, 3. Парламент, 4. Госпіталь, 5. Ратуша, 6. Храм Тезея, 7. Вотіфкірхе, 8. Бургтеатр, 9. Канцелярія канцлера, 10. Мінорітенкірхе, 11. Гофбург (Leopoldinischer Trakt), 12. Гофбург (Michaelertrakt), 13. Міхаелькірхе, 14. Нойер бург

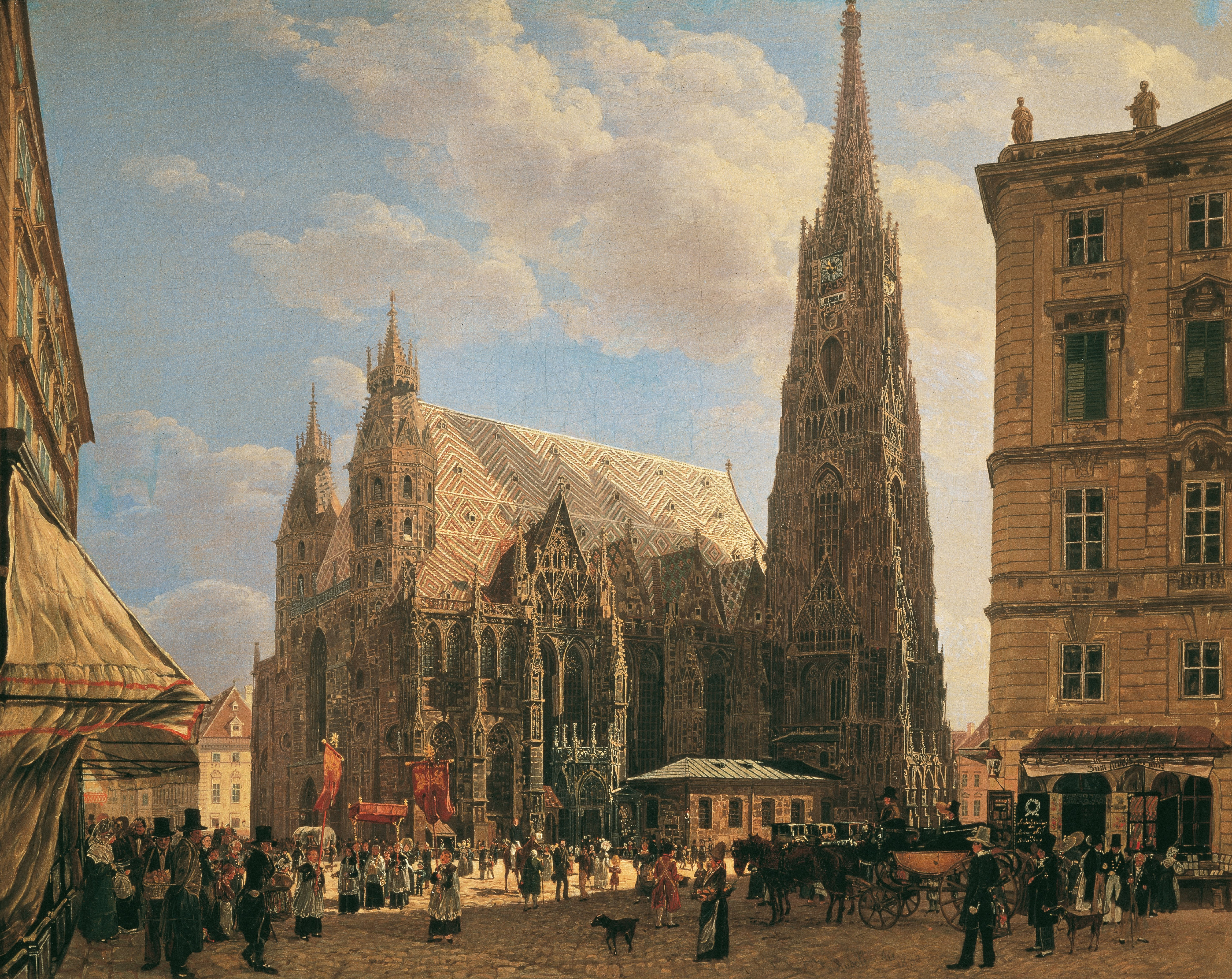
Собор Святого Стефана

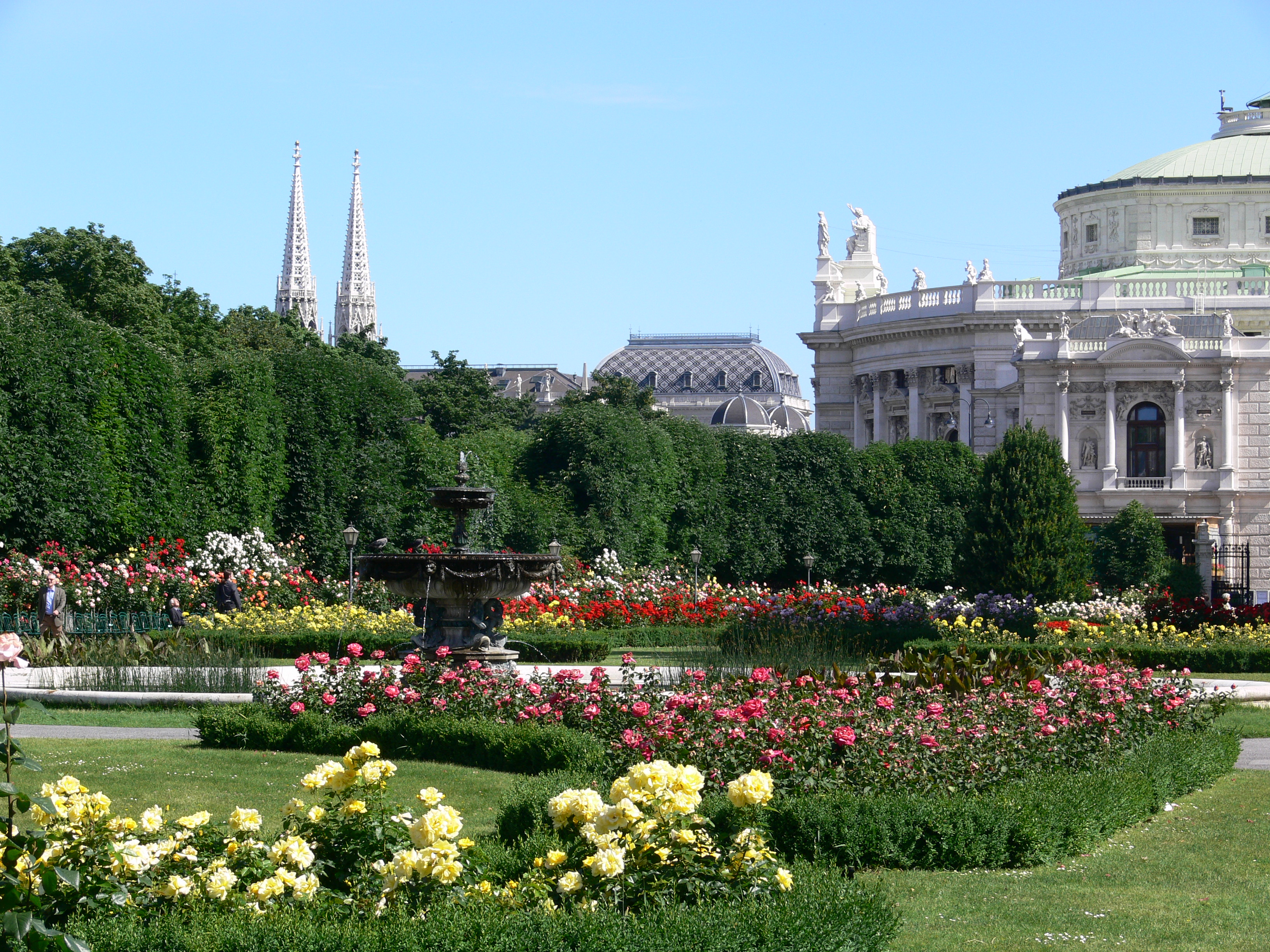
Цвітіння троянд у Фольксгартені

- Пам'ятник австрійським єврейським жертвам Голокосту
- Курсалон

### Музеї
Іннере-Штадт має найбільшу кількість музеїв у Відні — 60.
Найбільш відвідуваним музеєм після палацу Шенбрун є Альбертіна, яка зберігає близько 65 тисяч малюнків і більше одного мільйона листів графічної колекції, яка однієї з найбільших і найважливіших у світі. Альбертіна в останні роки також розширилася і стала художнім музеєм.
Одних з найпопулярніших музеїв є також Хофбург(імператорські апартаменти, музей Сісі і колекція срібла), що дає уявлення про життя Габсбургів.
Серед найвідоміших музеїв у Відні — є також Музей історії мистецтв і Природничий музей, чиї колекції походять ще від Габсбургів.
У 1-му районі також розташовані інші музеї образотворчого мистецтва, такі як Віденська будівля Сецесії, Будинок художників, Bank Austria Kunstforum і Картинна галерея Академії образотворчих мистецтв, колекції Австрійської національної бібліотеки (включаючи музей папірусів, колекцію карт і колекцію глобусів). Іншими важливими музеями є Єврейський музей і Всесвітній музей. Невеликі спеціальні музеї, такі як Музей годинників, Римський музей і Музей плюшевих ведмедів, доповнюють цей широкий вибір.